# Плімут (Північна Кароліна)
Плімут (англ. Plymouth) — місто (англ. town) в США, в окрузі Вашингтон штату Північна Кароліна. Населення — 3320 осіб (2020).

## Географія
Плімут розташований за координатами 35°51′31″ пн. ш. 76°44′54″ зх. д. / 35.85861° пн. ш. 76.74833° зх. д. (35.858537, -76.748202).  За даними Бюро перепису населення США в 2010 році місто мало площу 10,46 км², з яких 10,44 км² — суходіл та 0,01 км² — водойми.

## Демографія
Згідно з переписом 2010 року, у місті мешкало 3878 осіб у 1594 домогосподарствах у складі 1035 родин. Густота населення становила 371 особа/км².  Було 1856 помешкань (177/км²).
Расовий склад населення:
| - 68,4 % — чорних або афроамериканців - 29,2 % — білих - 0,4 % — корінних американців - 0,4 % — азіатів |

До двох чи більше рас належало 1,0 %. Частка іспаномовних становила 1,2 % від усіх жителів.
За віковим діапазоном населення розподілялося таким чином: 26,3 % — особи молодші 18 років, 54,3 % — особи у віці 18—64 років, 19,4 % — особи у віці 65 років та старші. Медіана віку мешканця становила 41,0 року. На 100 осіб жіночої статі у місті припадало 76,0 чоловіків;  на 100 жінок у віці від 18 років та старших — 67,5 чоловіків також старших 18 років.
Середній дохід на одне домашнє господарство  становив 39 433 долари США (медіана — 24 028), а середній дохід на одну сім'ю — 46 470 доларів (медіана — 30 458). За межею бідності перебувало 33,3 % осіб, у тому числі 44,3 % дітей у віці до 18 років та 15,4 % осіб у віці 65 років та старших.
Цивільне працевлаштоване населення становило 1158 осіб. Основні галузі зайнятості: виробництво — 23,9 %, мистецтво, розваги та відпочинок — 17,3 %, освіта, охорона здоров'я та соціальна допомога — 16,3 %.